# Laeops nigrescens
Laeops nigrescens är en fiskart som beskrevs av Lloyd, 1907. Laeops nigrescens ingår i släktet Laeops och familjen tungevarsfiskar. Inga underarter finns listade i Catalogue of Life.